# Baccaurea odoratissima
Baccaurea odoratissima là một loài thực vật thuộc họ Phyllanthaceae. Đây là loài đặc hữu của Philippines.